# 钢铁年代
钢铁年代，中国大陆2011年出品的一部电视剧，由孔笙导演，由高满堂编剧，由陈宝国、冯远征、姜宏波领衔主演。系编剧高满堂“工商农三部曲”第一部。该剧于2011年1月1日在北京、山东、河南、天津4大卫视同时于黄金时间首播。
2011年8月25日，该剧获得第28届飞天奖长篇电视剧二等奖；陈宝国凭该剧与《茶馆》获得第28届飞天奖优秀男演员。

## 剧情简介
尚铁龙（陈宝国饰）是四野的一个连长，在攻打鞍山时，与老对手国民党连长杨寿山（冯远征饰）遭遇。尚接受杨投降时被打黑枪重伤，队友以为他已经去世，把他埋了后，给他山东老家的妻子寄去了阵亡通知书。尚铁龙的妻子麦草（姜宏波饰）和儿子金虎（石云鹏饰少年，林晓凡饰青年）赶来没找到尸体，后来麦草留在了鞍山，在杨寿山的帮助下进入鞍钢工作。尚铁龙被救后回到部队，又转业到鞍钢，但一直没碰到杨、麦。麦草和杨寿山在工作中产生感情，两人的婚礼上，赶来道喜的尚铁龙发现新娘竟是麦草，三人纠结一生的情感拉开序幕。
除却尚、杨、麦三人，及滞留鞍钢的日本技术人员铃木加代（松峰莉璃饰），之间错综的情感关系，剧中尚铁龙儿子金虎和杨寿山女儿门儿（张佳宁饰），赵金凤（岳跃饰）与姜德久（赵锦焘饰），工程师边立明（张译饰）、医生沈云霞（阎娜饰）与苏联专家谢廖沙（安德烈-拉泽夫饰）之间的感情故事也十分详实。
幸福大院这群来自五湖四海的小人物之间的友情、爱情和亲情故事，展现了新中国初期鞍钢建设发展的历史。
整部剧的时间背景是从1948年到1964年中国的第一颗原子弹试爆成功。

## 演员阵容

### 主要角色
| 演员   | 角色   | 介绍 | 备注 |
| 陈宝国 | 尚铁龙 | 解放战争时期担任四野“山东连”连长，在保卫鞍钢战役中因与要起义的杨寿山谈判而被敌方开冷枪意外身亡。下葬后奇迹般死而复生，解放后留在鞍钢工作，一步一步干到了一分厂厂长。因解放战争时期遭杨寿山暗算，杨意外抢走了自己的妻子而与其结仇，处处与杨寿山作对。 |      |
| 冯远征 | 杨寿山 | 原国民党军官，也是一个钢铁专家，因为保护鞍钢有功且具备丰富的经验与专业素养，解放后留在了鞍钢，意外与已阵亡烈士的妻子麦草结识。令杨寿山意想不到的是，结婚当天才发现这个已阵亡的烈士，就是当初开冷枪死而复生的尚铁龙。                                 |      |
| 姜宏波 | 麦草   | 尚铁龙前妻，杨寿山妻子，解放后在鞍钢当吊车驾驶员。 |      |

### 次要角色
| 演员          | 角色       | 介绍                               | 备注 |
| 林晓凡        | 尚金虎青年 | 尚铁龙与麦草之子                   |      |
| 石云鹏        | 尚金虎少年 | 尚铁龙与麦草之子                   |      |
| 张佳宁        | 杨门儿     | 杨寿山之女                         |      |
| 松峰莉璃      | 铃木加代   | 日本战败后滞留鞍钢的日本技术人员   |      |
| 张译          | 边立明     | 来自上海的工程师                   |      |
| 阎娜          | 沈云霞     | 医生，曾与苏联专家谢廖沙有一段恋情 |      |
| 安德烈-拉泽夫 | 谢廖沙     | 苏联专家                           |      |
| 赵锦焘        | 姜德久     |                                    |      |
| 岳跃          | 赵金凤     |                                    |      |